# Christine Knaevelsrud
Christine Knaevelsrud (* 1975) ist Psychologin, psychologische Psychotherapeutin (Verhaltenstherapie) und Sachbuchautorin. Sie ist Professorin für Klinisch-Psychologische Interventionen der Freien Universität Berlin.
Christine Knaevelsrud widmet sich der Versorgung von traumatisierten Kriegs- und Folteropfern. 2016 erhielt sie für ihre Arbeit den Diotima-Ehrenpreis der Bundespsychotherapeutenkammer.

## Leben und Wirken
Christine Knaevelsrud studierte Psychologie in Amsterdam und New York. 2005 promovierte sie in Zürich zur Wirksamkeit von internetbasierten Interventionen bei posttraumatischen Belastungsstörungen. Als Leiterin der Forschungsabteilung am Behandlungszentrum für Folteropfer in Berlin war sie von 2007 bis 2010 tätig. Anschließend wurde sie 2010 Professorin für Klinisch-Psychologische Intervention am Fachbereich Erziehungswissenschaft und Psychologie der Freien Universität Berlin. Ihr Schwerpunkt ist dabei weiterhin die Einsatzmöglichkeiten digitaler Medien in der psychotherapeutischen Versorgung von Hochrisikogruppen.

## Schriften (Auswahl)
- mit Birgit Wagner und Maria Böttche: Online-Therapie und -Beratung. Ein Praxisleitfaden zur onlinebasierten Behandlung psychischer Störungen. 2016, Hogrefe, ISBN 978-3-8017-2562-4
- mit Alexandra Liedl, Maria Böttche, Barbara Abdallah-Steinkopff: Psychotherapie mit Flüchtlingen – neue Herausforderungen, spezifische Bedürfnisse. Das Praxisbuch für Psychotherapeuten und Ärzte. Stuttgart 2017, Schattauer, ISBN 978-3-7945-3195-0
- mit A. Liedl und J. Müller: Trauma und Schmerz. Manual zur Behandlung traumatisierter Schmerzpatienten. Stuttgart 2014. Schattauer.
- mit G. Flatten, U. Gast, A. Hofmann, A. Lampe, P. Liebermann, A. Maercker und W.  Wöller: S3 – LEITLINIE Posttraumatische Belastungsstörung ICD-10: F43.1. Stuttgart 2013. Schattauer.
- mit A. Liedl und N. Stammel: Posttraumatische Belastungsstörungen. Herausforderungen in der Therapie der PTBS. Weinheim 2012. Beltz.
- mit M. Przyrembel und K. Jonas: Todesnachrichten übermitteln. Manual für Polizei, Seelsorge, Notfallmedizin und Notfallpsychologie. Weinheim 2011. Beltz.
- mit A. Liedl und U. Schäfer: Manual zur Psychoedukation bei Traumatisierten im Einzel- und Gruppensetting. Stuttgart 2009. Schattauer.
- mit J. Müller: MultiCASI- (Multilingual Computer Assisted Self Interview). CD-ROM. Berlin 2009. Springer. ISBN 978-3-540-71780-5